# ホンダ・フリーウェイ
フリーウェイ（FREEWAY）は、本田技研工業が製造販売したスクータータイプのオートバイ(普通自動二輪車)である。Fから始まる車名であり、Freewayに続きFusionやForesight、Forza、Fazeと続く中において、後に湧き上がる250ccビッグスクーターブームの先駆車となった。

## 概要
1989年6月8日に発売。型式名MF03。ヘルメットを2個収納可能なメットインスペースを史上初めてシート下へ配置した普通自動二輪車(250ccクラス)のスクーターである。
全長184cmという小さな車体のシート下に容積32Lのメットインスペースを確保するために車体が新たに設計され、燃料タンクは足元下に設置し、エンジンは前傾とした新開発MF03E型を搭載、またダンパとゴムブッシュを使用したダブルリンク式ハンガーリンクとアシストダンパ（テンションロッド）を組み合わせて、エンジンマウントの防振リンクを小型化すると共に、前後とも10インチの低扁平率チューブレスタイヤを採用した。燃料タンクはキャブレターよりの位置より低いために、負圧式フューエルポンプを採用している。
フット式パーキングブレーキ、オートキャンセル式ウィンカーを装備している。
オプションとして、大型フロントスクリーン、グリップヒーター、大型リアキャリア等が設定されている。
型式名は250クラスの「M」の次に「F」が続くシリーズの先駆で数字の「03」が付加されたMF03。
数回のマイナーチェンジを実施し、約10年後の1999年10月に生産終了となった。

## 遍歴
- 1989年6月8日 - 発売。車体番号MF03-1000001- （CH250K CH250K-2）
- 1993年1月12日 - マイナーチェンジを実施。車体番号MF03-1100001- （CH250P）。
- 1994年2月23日 - マイナーチェンジを実施。車体番号MF03-1200001- （CH250R CH250R-2）。
- 1997年2月 - マイナーチェンジを実施。車体番号MF03-1300001- （CH250V CH250V-2）。